# Лобода Валентина Федорівна
Валентина Федорівна Лобода (7 жовтня 1945, м. Рига, нині Латвія — 12 вересня 2016, м. Тернопіль) — українська вчена у галузі медицини, педагог, громадська діячка. Депутат Тернопільської обласної ради (2006—2009). Кандидат медичних наук (1982), професор (1995). Відмінник охорони здоров'я (1987).

## Життєпис
Закінчила Кримський медичний інститут (1969, нині медичний університет).
Працювала педіатром, завідувачка дитячої поліклініки Нововолинської медсанчастини Волинської області; асистет, доцент (1984—1995), професор (1995—1997) кафедри педіатрії, завідувачка (1997—2002), доцент (2002—2003) кафедри педіатрії факультету післядипломної освіти, завідувачка кафедри (від 2003), доцент (від 2004), професор (від 2005) кафедри педіатрії медичного факультету Тернопільського державного медичного університету.

## Доробок
Автор і співавтор більше 520 наукових і навчально-методичних праць, в тому числі 2 підручників, 9 навчально-методичних посібників, 2 монографій, 3 методичних рекомендацій, 5 інформаційних листів, 10 раціоналізаторських пропозицій, 3 патентів на корисну модель, навчального посібника «Практична педіатрія» (1994). Перша в Тернопільській області впровадила ендоскопічне обстеження травного каналу в дітей.